# Gya
A gya egy korábban használt időegység, megfelel 109 évnek. Ma már inkább az ugyanezt jelentő giga-annum Ga rövidítését alkalmazza a tudományos szakirodalom.
A gya ugyancsak azonos a bya időegységgel. Ez utóbbit gyakrabban alkalmazták, de sok tudós jobban szerette a giga SI-előtagra utaló gya használatát, a bya ugyanis az angol billion szóra utalt, amely viszont kétféle nagyságrendre is használható, így tévedésekhez vezethet.